# Het spel kaarten
Het spel kaarten was, samen met Ode aan Jim Reeves, de debuutsingle van Cowboy Gerard, pseudoniem van Gerard de Vries. De twee singles verschenen onder het motto "De plaat van de soldaat" bij Delta Records. De plaat werd uitgebracht onder de naam Cowboy Gerard met de groep The Rodeo Riders uit Hilversum. De single kreeg ook een Duitse variant in Das Spiel Karten en Wer bist du? (DS1040).

## Het spel kaarten
Het spel kaarten is een cover van het Amerikaanse (gesproken) countrynummer Deck of cards, geschreven door T. Texas Tyler (The man with a million friends). De eerst bekende opname dateert uit februari 1948, toen het als 10”-single onder catalogusnummer 1228 werd uitgegeven door 4 Star Records. T. Texas Tyler bracht het nummer daarna nog diverse keren uit. Daarna volgde een hele rij artiesten, onder wie Tex Ritter en Wink Martindale. De opname van Het Spel Kaarten was het idee van platenbaas Hans Kellerman.
Tijdens de Tweede Wereldoorlog moet een soldaat verantwoording afleggen aan zijn sergeant over het uitspreiden van een spel kaarten tijdens een kerkdienst. Hij overtuigt de officier militaire politie ervan dat de kaarten niet bedoeld zijn voor vermaak, maar dat alle kaarten een betekenis voor hem hebben. Hij concludeert dat zijn spel kaarten veel meer zijn dan een vermaakmiddel: ze betekenen voor hem 'een bijbel, een almanak en een kerkboek tegelijk'. De slotzin bevat een ontknoping: het is een waar verhaal, want de soldaat dat was hij zelf.

### Uitleg van het kaartspel

#### Bijbel
- aas - er is één God
- 2 - de Bijbel is verdeeld in twee delen, het Oude Testament en het Nieuwe Testament
- 3 - de Vader, de Zoon en de Heilige Geest (heilige drie-eenheid) - 1 Johannes 5:7
- 4 - vier evangelisten: Matteüs, Marcus, Lucas en Johannes
- 5 - de vijf wijze maagden die hun lamp brandend hielden en gespaard bleven - Mattheüs 25:1-13
- 6 - in zes dagen schiep God de hemel en de aarde - Genesis 1:31-2:1
- 7 - de zevende dag, de rustdag - Genesis 2:2-3
- 8 - acht mensen werden gespaard toen de aarde vernietigd werd: Noach, zijn vrouw, zijn zonen en hun vrouwen - Genesis 6:18
- 9 - negen van de tien melaatsen die door Jezus gereinigd waren, bedankten hem niet - Lukas 17:17
- 10 - de tien geboden die Mozes op de stenen tafelen ontving - Exodus 20:2-17
- Koning - er is slechts één grote Koning
- Vrouw - moeder Maria
- Boer - de duivel

#### Almanak
- 365, de tekens van de kaarten bij elkaar opgeteld - 365 dagen in een jaar[5]
- 52 kaarten - de weken van het jaar
- 4 kleuren - vier weken in een maand
- 12 kaarten met een afbeelding - twaalf maanden in een jaar
- 13 troeven - dertien weken in een kwartaal

## Wie ben je?
De B-kant, Wie ben je?, bleef een goed bewaard geheim. Het nummer geschreven door Frank Wenny en Bob Dadi, die verder onbekend zijn gebleven. Ook dit nummer bestaat uit gesproken tekst.

## Hitnotering
Het plaatje verkocht goed in zowel Nederland als België.

### Nederlandse Top 40
De Vries werd de voet dwarsgezet door The Beatles met No Reply.
| Positie: | 26 | 8 | 6 | 3 | 2 | 2 | 3 | 2 | 5 | 9 | 9 | 12 | 24 | 30 | 29 | 29 | 33 | uit |

### NederlandseTijd voor Teenagerstop 10
| Positie: | 9 | 6 | 10 | 4 | 4 | 4 | 4 | 4 | 6 | 10 | 10 | uit |